# Darling Tennis Center
Darling Tennis Center lub Amanda & Stacy Darling Memorial Tennis Center – kompleks tenisowy w Las Vegas w stanie Nevada.
Obiekt otwarty został we wrześniu 2005 roku i jest częścią kompleksu Kellogg-Zaher Sports Complex. Składa się z 23 oświetlonych kortów twardych. Kort centralny, nazwany Ronald Craig Darling, pomieści łącznie 3000 widzów. Darling Tennis Center jest największym centrum tenisowym w Nevadzie.
W latach 2006–2008 w Darling Tennis Center odbywał się męski turniej rangi ATP International Series o nazwie Tennis Channel Open.
Oprócz męskich zawodów tenisowych w kompleksie mają miejsce imprezy tenisowe dla dzieci oraz organizowane są obozy.